# Чарльз Шніман
Чарльз Шніман (англ. Charles Schneeman; 24 листопада 1912, Стейтен-Айленд, Нью-Йорк — 1 січня 1972, Пасадена, Каліфорнія) — американський ілюстратор наукової фантастики.

## Життя
У 1922 році його родина переїхала з місця його народження до Брукліна, де він закінчив середню школу Еразмус Голл у 1928 році. У 1933 році він отримав ступінь з мистецтва в Інституті Пратта в Брукліні. Подальше мистецьке навчання відбулося в Центральній школі мистецтв на уроках малювання Гарві Данна та Джорджа Бріджмена. Після цього митець зазначив, що його навчання складалося з «нескінченної роботи… у ескізних групах, у метро та всюди».
До кінця свого формального навчання він уже цікавився науковою фантастикою. «Друг показав мені першу копію „Емейзін сторіз“ 1927 року, і це стало моєю загибеллю. Світ втратив хіміка, коли я пішов у стік наукової фантастики», — писав він. Під час навчання в Пратті Шніман допомагав оплачувати навчання, виконавши ескізи для «Сайн енд інвеншн» Грінбека. Він також написав ілюстрації до «Вондер сторіс», для яких почав малювати в 1934 році, а в 1935 році перейшов до «Астоундін сайнс фікшн». З 1935 по 1941 рік він був одним із тих, хто найчастіше писав ілюстрації для «Астоундін сторіз» і «Астоундін сайнс фікшн» (дві назви сучасного журналу під назвою «Аналог: наукова фантастика та факти»). У 1938 році він зробив свій перший кавер на «Легіон часу» Джека Вільямсона, і тоді він познайомився з Джоном Вудом Кемпбеллом.
У 1940 році Шнімана призвали в армійський авіаційний корпус і дислокували на Лоурі Філд у Денвері, штат Колорадо. Він продовжував розвивати свої графічні навички та цікавитися новими технологіями як ілюстратор для технічних посібників армійської авіації та обговорював створення коміксу з Айзеком Азімовим. Протягом цього періоду він також продовжував випускати обмежену науково-фантастичну графіку для «Астоундін сайнс фікшн» , хоча за весь період з 1938 по 1952 рік він створив п'ять обкладинок для журналу.
Після звільнення зі служби в армії Шніман зі своєю новою нареченою ненадовго повернувся до Нью-Йорка та працював ілюстратором для Нью-Йорк джорнел-америкен. Він також створював ілюстрації для романтичних журналів і окремих творів у жанрі наукової фантастики. Згодом він працював у Денвер-пост і в 1950 році разом із родиною переїхав до Каліфорнії, щоб прийняти посаду в Лос-Анжелес екзамена. Проживаючи в Пасадені до своєї смерті в 1972 році, роботи Шнімана були включені на вуличні ярмарки, різні галереї та виставки в Художньому музеї Пасадени та Музеї мистецтв округу Лос-Анджелес.

## Особисте життя
У 1941 році одружився з Бетті Дж. Майерс. Батько Пола Шнімана (нар. 1946), Грегга Шнімана (нар. 1950), Лінн Фірман (нар. 1954).

## Мистецтво
Окрім наукової фантастики (1935—1963), Шніман ілюстрував романтичні журнали, малював гумористичні карикатури, створював історичні та наукові ілюстрації. Незважаючи на те, що він використовував різноманітні носії, Шніман висловлював перевагу пензлю та чорнилу, використовуючи просту лінію або затінення сухим пензлем.